# Суровцев Олексій Анатолійович
Суровцев Олексій Анатолійович (нар. 27 квітня 1982, м. Дніпро, Дніпропетровська область, УРСР) — український актор театру та кіно, хореограф, художник, музикант.

## Життєпис
Народився 27 квітня 1982 року в місті Дніпропетровськ у творчій сім‘ї робітників. Батько — Суровцев Анатолій Григорович, працював на Дніпропетровському заводі імені Карла Лібкнехта, був поетом. Мати — Суровцева Олена Володимирівна, працювала на Дніпропетровському заводі імені Карла Лібкнехта, має великий талант в малюванні.
1997 року закінчив середню школу. 2001–го — Дніпропетровський монтажний технікум з червоним дипломом.

### Спортивно-танцювальна кар'єра
2001—2005 роки навчався у Придніпровській державній академії фізичної культури і спорту. 2003 року виконує норматив майстра спорту з плавання
2004—2005 роки долучається до резерву збірної України. 2005 року вирішує покинути професійний спорт. Починає займатися танцями.
2008 року створює своє еротичне танцювальне шоу, яке мало назву «Страйк еротик шоу». Олексій стає засновником та солістом цього шоу разом з дружиною Ксенією. 2008—2018 роки Шоу об'їздило понад 20 країн, серед яких Казахстан, Вірменія, Ізраїль, Китай та інші.
2015 рік пробує себе у якості ді-джея і створює діджейський проект «Strike erotic DJShow», вирушає у гастрольний тур до Китаю, успіх якого дозволяє продовження його у 2016 та 2017 роках.
Брав участь у чемпіонатах України з еротичного танцю як сольний виконавець, де здобув перемогу у кожному чемпіонаті. Після третьої перемоги вирішує більше не змагатися та стає головним суддею у наступних чемпіонатах.

### Театр і кіно
У 2016 році разом з Євгеном Олійником та Ксенією Суровцевою він створює антрепризну виставу «Спокуса». За період існування вистави (2016—2020) вони об'їздили багато міст України, та пострадянських країн.
2020 року отримує запрошення у серіал «Слід» на головну лінійну роль оперативника Тараса Римаря. Протягом наступних двох років знімається у 20 епізодичних ролях у кіно та серіалах, отримує одну з головних ролей у повнометражному фільмі.

### Участь у телешоу
- 2013 — "Танцюють всі" 6 сезон

- 2018 — "ЛавЛавКар" 3 сезон

- 2020 — "Хто проти блондинок?" 3 сезон. Випуск 15 від 12.05.2020

- 2021 — "Звана вечеря" Випуск 12 від 30.01.2021

- 2021 — "Майстер Шеф" CELEBRITY. Випуск 5 від 03.07.2021

- 2021 — "Танці з зірками"[4] 8 сезон

### Волонтерство під час війни
З лютого 2022 року, з початку війни, займався порятунком покинутих тварин. У липні 2022 року у місті Ірпінь створив притулок для котів «Бородата Котомамуля».

### Особисте життя
Був двічі одружений.
Перша дружина – Ольга Бутенко, викладач англійської мови. Пара одружилася у 2006 році, у 2008 розійшлись.
Друга дружина — Ксенія Суровцева, багаторазова чемпіонка України з еротичного танцю, психологиня.

## Фільмографія
| Рік  |   | Українська назва       | Оригінальна назва  | Роль                             |
| ---- | - | ---------------------- | ------------------ | -------------------------------- |
| 2023 | с | "К.О.Д."               | К.О.Д.             | Тарас Римар                      |
| 2022 | ф | «Дев'ять життів»       | Девять жизней      | зіграв сам себе (документальний) |
| 2021 | с | «Слід 2»               | След 2             | Тарас Римар                      |
| 2021 | с | «Моя улюблена Страшко» |                    | стриптизер                       |
| 2021 | ф | «Топтун»               | Топтун             | стриптизер                       |
| 2021 | ф | «Porn I love it»       |                    | Hummer, порнозірка               |
| 2021 | с | «Дівчата»              |                    | Олег                             |
| 2020 | с | «Слід»                 | След               | Тарас Римар                      |
| 2020 | с | «Коп з минулого»       |                    | стриптизер                       |
| 2020 | ф | «Я, «Побєда» і Берлін» | Я, Победа и Берлин | байкер Бруно                     |
| 2020 | с | «Роман з детективом»   | Роман с детективом | дизайнер                         |
| 2020 | с | «Будиночок на щастя»   |                    | стриптизер                       |
| 2020 | с | «Люся Інтерн»          | Люся Інтерн        | стриптизер                       |
| 2020 | с | «Пес»                  | Пёс                | брутал нетрадиційної орієнтацїї  |

## Відзнаки
У лютому 2024 отримав від компанії «Нова пошта» відзнаку «Варті» в номінації «Порятунок та евакуація».